# Emory Tate
Emory Andrew Tate Jr. (n. 27 decembrie 1958, Chicago, Illinois, SUA – d. 17 octombrie 2015, Milpitas⁠(d), California, SUA) a fost un maestru internațional de șah american, descris de marele maestru Maurice Ashley⁠(d) drept „un pionier pentru șahul afro-american”. 
A fost tatăl lui Andrew și Tristan Tate.